# 호계초등학교 (경남)
호계초등학교는 대한민국 경상남도 창원시 마산회원구에 있는 공립 초등학교이다. 이 학교를 졸업하는 대부분의 학생들은 호계중학교로 진학한다.

## 학교 연혁
- 2002년 10월 2일: 개교
- 2017년 3월 1일 : 6대 교장 오숙희 취임
- 2018년 : 어린이 학생회장 지승준 당선
- 2018년 9월 1일 : 7대 교장 정경영 취임
- 2020년 2월 14일 : 제 19회 진해

김재만학교회장이됨

## 참고 자료
- 호계초등학교 - 한국교육학술정보원 학교알리미